# Liste der Kulturdenkmale in Ritschenhausen
Die Liste der Kulturdenkmale in Ritschenhausen umfasst die als Ensembles, Straßenzüge und Einzeldenkmale erfassten Kulturdenkmale in der thüringischen Gemeinde Ritschenhausen im Landkreis Schmalkalden-Meiningen mit dem Stand vom 24. Februar 2025.
Die Angaben in der Liste ersetzen nicht die rechtsverbindliche Auskunft der zuständigen Denkmalschutzbehörde.

## Legende
- Bild: zeigt ein Bild des Kulturdenkmals und gegebenenfalls einen Link zu weiteren Fotos des Kulturdenkmals im Medienarchiv Wikimedia Commons
- Bezeichnung: Name, Bezeichnung oder die Art des Kulturdenkmals
- Lage: Wenn vorhanden Straßenname und Hausnummer des Kulturdenkmals; Grundsortierung der Liste erfolgt nach dieser Adresse. Der Link Karte führt zu verschiedenen Kartendarstellungen und nennt die Koordinaten des Kulturdenkmals.
 Kartenansicht, um Koordinaten zu setzen – in dieser Kartenansicht sind Kulturdenkmale ohne Koordinaten mit einem roten bzw. orangen Marker dargestellt und können in der Karte gesetzt werden. Kulturdenkmale ohne Bild sind mit einem blauen bzw. roten Marker gekennzeichnet, Kulturdenkmale mit Bild mit einem grünen bzw. orangen Marker.
- Datierung: gibt das Jahr der Fertigstellung beziehungsweise das Datum der Erstnennung oder den Zeitraum der Errichtung an
- Beschreibung: bauliche und geschichtliche Einzelheiten des Kulturdenkmals, vorzugsweise die Denkmaleigenschaften
- ID: Die ID identifiziert das Kulturdenkmal eindeutig. In Thüringen sind aktuell keine IDs veröffentlicht. In der ID-Spalte kann sich auch folgendes Icon  befinden, dies führt zu Angaben zu diesem Kulturdenkmal bei Wikidata.

## Ensemble
| Bild | Bezeichnung                         | Lage                                                     | Datierung | Beschreibung | ID |
| ---- | ----------------------------------- | -------------------------------------------------------- | --------- | ------------ | -- |
| BW   | Ehemalige Bahnangestellten-Siedlung | Ritschenhausen, Bahnhofstraße 65, 66, 67, 68, 69 (Karte) |           |              |    |

## Einzeldenkmale
| Bild                                    | Bezeichnung         | Lage                                          | Datierung | Beschreibung | ID |
| --------------------------------------- | ------------------- | --------------------------------------------- | --------- | --- | -- |
| weitere Bilder Fotos hochladen          | Bahnhof             | Bahnhofstraße 70 (Karte)                      |           | Bahnhof (Empfangsgebäude) |    |
| Fotos hochladen                         | Pfarrhaus           | Paul-Moritz-Straße 6 (Karte)                  |           | samt Innenausstattung |    |
| BW                                      | Wirtschaftsgebäude  | Ritschenhausen, Paul-Motz-Straße 6 (Karte)    |           | |    |
| BW                                      | Hofpflaster         | Ritschenhausen, Paul-Motz-Straße 6 (Karte)    |           | |    |
| BW                                      | Wohnhaus            | Paul-Moritz-Straße 18, Flurstück 59/2 (Karte) |           | |    |
| Fotos hochladen                         | Ehemalige Mühle     | Paul-Moritz-Straße 30, Flurstück 85/4 (Karte) |           | |    |
| BW                                      | Wohnhaus            | Paul-Moritz-Straße 40,Flurstück 112/6 (Karte) |           | |    |
| weitere Bilder Fotos hochladen          | Evangelische Kirche | Paul-Moritz-Straße 50 (Karte)                 |           | Kirche samt künstlerischer Ausstattung. Der Kirchturm des befestigten Kirchhofes weist Verteidigungsmöglichkeiten nach allen Seiten auf. Die pyramidenförmige Spitze des Kirchturmes wurde 1594 errichtet. Das Kirchenschiff der jetzigen Kirche wurde 1769 angebaut. |    |
| BW                                      | Kirchhof            | Ritschenhausen, Paul-Motz-Straße 50 (Karte)   |           | |    |
| BW                                      | Einfriedung         | Ritschenhausen, Paul-Motz-Straße 50 (Karte)   |           | |    |
| weitere Bilder Fotos hochladen          | Friedhof            | Wölfershäuser Weg (Karte)                     |           | |    |
| BW                                      | Umfriedung          | Ritschenhausen (Karte)                        |           | |    |
| BW                                      | Tor                 | Ritschenhausen (Karte)                        |           | |    |
| Fotos hochladen                         | Ehrenmal            | Ritschenhausen (Karte)                        |           | |    |
| BW                                      | Baumbestand         | Ritschenhausen (Karte)                        |           | |    |
| BW                                      | Wohnhaus            | Wölfershäuser Weg 41 (Karte)                  |           | |    |
| Direkt Bild zu diesem Denkmal hochladen | Nebengelaß          | Ritschenhausen, Wölfershäuser Weg 41a         |           | |    |
| BW                                      | Wegweiserstein      | L 1134, Abzweig nach Ritschenhausen (Karte)   |           | |    |